# José Manuel Cervino
José Manuel Cervino (Arona, Santa Cruz de Tenerife; 29 de octubre de 1940) es un actor español.

## Biografía
José Manuel Cervino Almeida nació en 1940, en Arona, municipio canario perteneciente a la isla de Tenerife (España).
Con su familia se traslada a la ciudad La Laguna donde cursa el Bachillerato en el Instituto de Canarias, donde da sus primeros pasos en la interpretación. Junto a otros compañeros funda la compañía teatral "El Tinglado" con la cual realiza un extenso recorrido teatral. Comenzó la carrera de Derecho en la Universidad de La Laguna, estudios que abandonó para dedicarse definitivamente a la interpretación, integrando en varias compañías de teatro independiente en Tenerife, y donde dirigió obras de Samuel Beckett (Esperando a Godot) y de John Osborne (Mirando atrás con ira).
Posteriormente se traslada a la Península, se instala en Madrid e inicia una intensa actividad teatral, debutando en el Teatro Español y en el Lope de Vega, y actuando en obras como Tiempo de espadas, de Jaime Salom, lo que le ayudó a debutar en el cine con un pequeño papel en la película Eva 63 (1963), de Pedro Lazaga y Pierna creciente, falda menguante (1970), de Javier Aguirre, ambas protagonizadas por Laura Valenzuela. Más tarde, y siempre en papeles secundarios, formaría parte de varias películas relacionadas con el cine del destape como Los novios de mi mujer, Emilia... parada y fonda y Operación Ogro, entre otras.
Actor conocido dentro y fuera de la profesión como hombre de izquierdas y con fama de bondadoso, ha interpretado varios papeles del tipo malo de derechas, siempre con el director Eloy de la Iglesia, con quién llegó a aparecer en cinco películas, destacando El sacerdote, Navajeros, La mujer del ministro y El pico, en general, películas que extienden los temas de la marginación, la delincuencia juvenil, las drogas y que se convirtieron en auténticos éxitos de taquilla.
Tras varios años vinculado a De la Iglesia, su consagración definitiva llegó en los años 1980 cuando Cervino intervino en varias películas que se convertirían en hitos del cine español como El crimen de Cuenca (1980), de Pilar Miró, la película de José Luis Garci, El crack (1981), con la que Alfredo Landa se despegó del landismo o su papel protagonista de la mano de Manolo Matji en La guerra de los locos (1987), donde interpretó a pirao que lleva la idea de la guerra y del exterminio hasta las últimas consecuencias. Fue entonces cuando consolidó su carrera en el cine y fue nominado a los premios Goya en su II edición por este último papel, perdiendo frente a Landa por su papel en El bosque animado.
En 1988 regresa a las Islas Canarias, para participar en el rodaje de Guarapo, dirigida por los hermanos Ríos, interpretando el papel de "Don Virgilio".
Durante las dos siguientes décadas participa en personajes secundarios en distintos filmes, siendo destacables Hermana, pero ¿qué has hecho? (1995), de Pedro Masó, Mararía (1998), de Antonio Betancor, Los abajo firmantes (2003), de Joaquín Oristrell, Frío sol de invierno (2004), de Pablo Malo, La caja (2006), de Juan Carlos Falcón o la última película de Mario Camus, El prado de las estrellas, con Álvaro de Luna, estrenada en 2007.
Ese mismo año Emilio Martínez Lázaro le ofrece un papel en la película Las 13 rosas, basada en la novela de Jesús Ferrero y que narra la historia de trece jóvenes militantes españolas de las Juventudes Socialistas Unificadas, que son detenidas y fusiladas. Al año siguiente fue galardonado con el Goya al «Mejor actor de reparto» y el premio de la Unión de Actores por su papel de Jacinto, un guardia civil que, sin proponérselo, entrega a su hija a los que serán sus verdugos. Su silencio y un «Te quiero» escrito en una nota, que no se atrevió a pronunciar, marcaron uno de los momentos más emotivos de la cinta.
En televisión ha trabajado con directores como Miguel Narros, Josefina Molina o Pedro Masó. Desde pequeñas participaciones en Curro Jiménez, Estudio 1 o La huella del crimen, hasta la popularidad que le llega a partir de 1989 de la mano de Masó con Brigada Central, con guiones del escritor de novelas negras Juan Madrid y donde trabajó con Imanol Arias. También destacan colaboraciones en series como Aquí no hay quien viva y Cuéntame cómo pasó. Sus últimas participaciones fueron, en 2008 con la serie Cazadores de hombres, que a pesar de sus discretos resultados de audiencia, la serie cosechó muy buenas críticas y Antena 3 decidió mantenerla en emisión hasta finalizar la primera, y única temporada rodada. Y en 2013 la serie de emisión diaria Gran Reserva: El origen, origen de Gran Reserva (protagonizada por Emilio Gutiérrez Caba), y que se centra en explicar la vida de dos familias bodegueras (Cortázar y Reverte) en los años 60 hasta revelar el motivo del enfrentamiento entre ambas.
Al margen de su trabajo como actor, Cervino también ha participado en distintos festivales relacionados con la poesía, y como jurado en algunos cinematográficos. En 2004 presentó un espectáculo en el Teatro Cuyás de Las Palmas de Gran Canaria en homenaje al poeta Pedro Lezcano Montalvo, fallecido dos años antes, titulado Poeta en la isla, durante tres días a teatro lleno y en el que participó junto a los actores españoles Carlos Hipólito y Santiago Ramos. En 2009 formó parte como jurado en la 12.ª edición del Festival de Cine de Málaga, junto a Álex de la Iglesia, Juan Madrid y Emma Suárez, entre otros. En 2011 fue también jurado del Festival de Cine de Islantilla. Ese mismo año participó, junto con Miguel Ríos, Juan Diego Botto, Pilar Bardem, Juan Diego, entre otros, en un homenaje a Federico García Lorca leyendo poemas suyos en el Festival Internacional de Poesía de Granada 2011.

## Premios
Durante su carrera Cervino ha sido galardonado con varios premios como:
| Año  | Premio                                                       | Edición      | Categoría                                   | Película                         | Resultado |
| ---- | ------------------------------------------------------------ | ------------ | ------------------------------------------- | -------------------------------- | --------- |
| 1987 | Premios Goya                                                 | II edición   | Mejor interpretación masculina protagonista | La guerra de los locos           | Nominado  |
| 2001 | Festival Internacional de Cine de Las Palmas de Gran Canaria | II edición   | Premio Lady Harimaguada de Honor            | Premio Lady Harimaguada de Honor | Ganador   |
| 2007 | Premios Goya                                                 | XXII edición | Mejor interpretación masculina de reparto   | Las 13 rosas                     | Ganador   |
| 2007 | Premios de la Unión de Actores                               | XVII edición | Mejor actor de reparto de cine              | Las 13 rosas                     | Ganador   |

- En Arafo (Tenerife) se encontraba (cerró en 2009) la Escuela municipal de Artes Escénicas y Audiovisuales "José Manuel Cervino",[11] en honor al actor.

- En 2011 el ayuntamiento de Arona le nombra Hijo Predilecto del municipio, por el «reconocimiento y el esfuerzo en el panorama del cine español de este actor que nace en el casco de Arona, y que en todas sus intervenciones públicas a lo largo de su carrera ha hecho alarde de su origen aronero».[12]

## Filmografía

### Largometrajes
| Año  | Película                                              | Personaje               | Director                                    |
| ---- | ----------------------------------------------------- | ----------------------- | ------------------------------------------- |
| 2017 | Oro                                                   | Don Gonzalo             | Agustín Díaz Yanes                          |
| 2011 | La chispa de la vida                                  | Presidente              | Álex de la Iglesia                          |
| 2016 | Nacida para ganar                                     | Ginés                   | Vicente Villanueva                          |
| 2010 | Una luz en la isla (voz en off del filme)             |                         | Miguel G. Morales                           |
| 2010 | Balada triste de trompeta                             | Secretario              | Álex de la Iglesia                          |
| 2009 | Dos billetes                                          | Granados                | Javier Serrano                              |
| 2007 | Las 13 rosas                                          | Jacinto                 | Emilio Martínez Lázaro                      |
| 2007 | El prado de las estrellas                             | Tasio                   | Mario Camus                                 |
| 2007 | Lola                                                  | Heredia                 | Miguel Hermoso                              |
| 2006 | La caja                                               | Funerario               | Juan Carlos Falcón                          |
| 2004 | Frío sol de invierno                                  | Chatarrero              | Pablo Malo                                  |
| 2004 | Escuela de seducción                                  | Marido Blasa            | Javier Balaguer                             |
| 2004 | Tánger                                                | Richi                   | Juan Madrid                                 |
| 2004 | ¡Hay motivo!                                          |                         | Joaquín Oristrell                           |
| 2003 | Los abajo firmantes                                   | Padre de Laura          | Joaquín Oristrell                           |
| 2003 | Variaciones 1/113                                     |                         | Javier Aguirre                              |
| 2002 | Zero/infinito (voz)                                   |                         | Javier Aguirre                              |
| 2001 | Dama de Porto Pim                                     | Eduino                  | José Antonio Salgot                         |
| 1999 | Sobreviviré                                           | Fernando                | Alfonso Albacete David Menkes               |
| 1998 | Atómica                                               | El Calvo                | Alfonso Albacete David Menkes               |
| 1998 | Mararía                                               | Marcial                 | Antonio Betancor                            |
| 1996 | Más que amor, frenesí                                 | Comisario               | Miguel Bardem Alfonso Albacete David Menkes |
| 1996 | Menos que cero                                        | Salva                   | Ernesto Tellería                            |
| 1995 | Hotel y domicilio                                     | Guillermo               | Ernesto del Río                             |
| 1995 | Hermana, pero ¿qué has hecho?                         | Requejo                 | Pedro Masó                                  |
| 1987 | El Lute: camina o revienta                            | Rufino                  | Vicente Aranda                              |
| 1987 | La guerra de los locos                                | Angelito delicado       | Manolo Matjí                                |
| 1987 | Guarapo                                               | Don Vigilio             | Santiago Ríos Teodoro Ríos                  |
| 1986 | Adiós pequeña                                         |                         | Imanol Uribe                                |
| 1986 | La monja alférez                                      |                         | Javier Aguirre Fernández                    |
| 1984 | Últimas tardes con Teresa                             | Pepe                    | Gonzalo Herralde                            |
| 1983 | El pico                                               | Evaristo                | Eloy de la Iglesia                          |
| 1983 | El crack II                                           | Frutos                  | José Luis Garci                             |
| 1983 | Círculo de pasiones                                   | Meneur                  | Claude d'Anna                               |
| 1983 | Percusión                                             |                         | Josetxo San Mateo                           |
| 1982 | Colegas                                               | Esteban                 | Eloy de la Iglesia                          |
| 1981 | La fuga de Segovia                                    | Jefe de funcionarios    | Imanol Uribe                                |
| 1981 | La mujer del ministro                                 | Lara                    | Eloy de la Iglesia                          |
| 1981 | El crack                                              | Vareta                  | José Luis Garci                             |
| 1981 | Gay Club                                              |                         | Tito Fernández                              |
| 1981 | Maravillas                                            | Juez                    | Manuel Gutiérrez Aragón                     |
| 1980 | Gary Cooper, que estás en los cielos                  | Julio                   | Pilar Miró                                  |
| 1980 | Navajeros                                             | Lara                    | Eloy de la Iglesia                          |
| 1980 | El crimen de Cuenca                                   | León                    | Pilar Miró                                  |
| 1980 | Viva la clase media                                   | Directivo del partido   | José María González Sinde                   |
| 1979 | Operación Ogro                                        | Lechero                 | Gillo Pontecorvo                            |
| 1979 | Siete días de enero                                   | Antonio                 | Juan Antonio Bardem                         |
| 1979 | La insólita y gloriosa hazaña del cipote de Archidona | Acusador particular     | Ramón Férnandez                             |
| 1978 | El diputado                                           | Policía interrogador    | Eloy de la Iglesia                          |
| 1978 | El sacerdote                                          | Marido de Irene         | Eloy de la Iglesia                          |
| 1978 | Sonánbulos                                            | Pepé                    | Manuel Gutiérrez Aragón                     |
| 1977 | Camada negra                                          | Camarero                | Manuel Gutiérrez Aragón                     |
| 1977 | El perro                                              |                         | Antonio Isasi-Isasmendi                     |
| 1976 | Colorín colorado                                      | Policía                 | José Luis García Sánchez                    |
| 1976 | Emilia... parada y fonda                              | Cura                    | Angelino Fons                               |
| 1972 | Los novios de mi mujer                                |                         | Tito Fernández                              |
| 1972 | Simón, contamos contigo                               | Trabajador ayuntamiento | Ramón Fernández                             |
| 1970 | Pierna creciente, falda menguante                     | Cliente del bar         | Javier Aguirre                              |
| 1963 | Eva 63                                                |                         | Pedro Lazaga                                |

### Cortometrajes
| Año  | Cortometrajes                  | Director          |
| ---- | ------------------------------ | ----------------- |
| 2005 | El plan                        | Eduardo Martinón  |
| 2003 | Que sea lo que Dios quiera     | Jordi Llopis      |
| 1994 | Party line                     | José Luis Cubillo |
| 1985 | No se lo digas a nadie         | José Luis Velasco |
| 1970 | El corazón de un bandido (voz) | Chumy Chúmez      |

### Televisión
| Año       | Serie/Miniserie                                              | Director                                                                |
| --------- | ------------------------------------------------------------ | ----------------------------------------------------------------------- |
| 2020      | Vamos Juan                                                   | Borja Cobeaga Víctor García León                                        |
| 2016      | Cuatro estaciones en La Habana                               | Félix Viscarret                                                         |
| 2013      | Gran Reserva. El origen                                      | Miguel Conde Rubén Torrejón Iñaki Mercero Antonio Hernández David Ulloa |
| 2008      | Cazadores de hombres                                         | Norberto López Amado                                                    |
| 2008      | Cuéntame cómo pasó                                           | Azucena Rodríguez                                                       |
| 2004      | Aquí no hay quien viva                                       | Laura Caballero                                                         |
| 2001      | El comisario                                                 | Alfonso Arandia                                                         |
| 1998      | Entre naranjos                                               | Josefina Molina                                                         |
| 1997      | Don Juan                                                     | José Luis Berlanga                                                      |
| 1994      | Compuesta y sin novio                                        | Pedro Masó                                                              |
| 1993      | Brigada Central 2: la guerra blanca                          | Pedro Masó                                                              |
| 1991      | Historias del otro lado                                      | José Luis Garci                                                         |
| 1991      | La huella del crimen: El crimen del expreso de Andalucía     | Imanol Uribe                                                            |
| 1990      | El obispo leproso                                            | José María Gutiérrez González                                           |
| 1990      | La mujer y el pelele                                         | Mario Camus                                                             |
| 1989      | Brigada Central                                              | Pedro Masó                                                              |
| 1987      | Lorca, muerte de un poeta                                    | Juan Antonio Bardem                                                     |
| 1985      | La huella del crimen: Jarabo                                 | Juan Antonio Bardem                                                     |
| 1984      | Goya (serie de televisión)                                   | José Ramón Larraz                                                       |
| 1981      | Cervantes                                                    | Alfonso Ungría                                                          |
| 1980      | Les chevaux du soleil                                        | François Villiers                                                       |
| 1979      | Estudio 1: La fierecilla domada                              | Francisco Abad/Alfredo Castellón                                        |
| 1978      | Novela: Bel-Ami                                              | Francisco Abad/Alfredo Castellón                                        |
| 1977      | Novela: Las palmeras de cartón, El malvado Carabel y La boda | Francisco Abad/Alfredo Castellón                                        |
| 1976-1977 | Curro Jiménez                                                | Joaquín Luis Romero Marchent                                            |
| 1973      | Estudio 1: Al César lo que es del César                      | Juan Guerrero Zamora                                                    |
| 1970      | Estudio 1: La Santa Hermandad y El mejor mozo de España      | Gustavo Pérez Puig/Alfredo Castellón                                    |